# Ringo Starr
Ringo Starr, pseudoniem voor Sir Richard Starkey MBE (Liverpool, 7 juli 1940), is een Brits popmuzikant. Hij is vooral bekend als de drummer van de band The Beatles.

## Jonge jaren

### Jeugdjaren
Ringo Starr werd geboren als Richard Starkey in Madryn Street, Liverpool op 7 juli 1940, als zoon van Richard en Elsie Starkey. Zijn vader (1913-1981), was bakker. Zijn ouders scheidden toen hij drie jaar was, waarna zijn moeder al vrij snel een relatie begon met Harry Graves, die zijn liefde voor muziek zou hebben aangewakkerd. Starr bracht een groot deel van zijn schooltijd in ziekenhuizen en thuis in bed door. Op zesjarige leeftijd kreeg hij een blindedarmontsteking, die voor ernstige complicaties zorgde, waardoor hij in een coma terechtkwam. Op zijn twaalfde werd hij getroffen door chronische pleuritis, waarna hij twee jaar moest doorbrengen in een sanatorium. Hierna is hij nooit meer terug naar school gegaan. Door zijn grote leerachterstand kon hij niet naar een grammar school. Ook kon hij geen Eleven plus exam doen.

### Jaren vijftig
Naarmate hij opgroeide begon Starkey zich steeds meer te interesseren voor muziek. Hij ontwikkelde een grote liefde voor rock-'n-roll (die toentertijd begon op te komen) en skiffle. In 1957 richtte hij samen met zijn vriend Eddie Miles de band The Eddie Clayton Skiffle Group op. Later, in 1959, sloot hij zich aan bij de Raving Texans. In deze periode nam hij zijn artiestennaam Ringo Starr aan, een pseudoniem dat niet alleen verwijst naar de vele ringen die hij altijd droeg, maar dat ook een fraaie "cowboyachtige" klank had. In oktober 1960 veranderden zij de naam van de band in Rory Storm and the Hurricanes, waarna zij kleine succesjes begonnen te boeken.

### Opkomst van de Beatles
Tijdens een optreden in Hamburg ontmoette Starr The Beatles, toen nog met Pete Best als drummer. Starr bouwde een vriendschap op met John Lennon en Paul McCartney. Eenmaal terug in Engeland viel Starr nog enkele keren in voor Pete Best. Nadat The Beatles hun eerste single, Love Me Do, hadden opgenomen, uitte producer George Martin zijn onvrede over het drumwerk van Pete Best. De bandleden verzochten daarna aan manager Brian Epstein om Best uit de band te zetten. Starr werd gevraagd om hem te vervangen, waarmee de definitieve samenstelling van de Beatles een feit werd. Hoewel de fans van The Beatles niet blij waren met de ledenwissel, nam de populariteit van de groep snel toe.

## The Beatles

### Zang
Starr zong gewoonlijk minstens één nummer per studioalbum, dit onder meer om de vocale veelzijdigheid van The Beatles tot uitdrukking te laten komen en om Ringo Starr meer in de schijnwerpers te laten zetten. Soms schreven John Lennon en Paul McCartney speciaal voor hem een lied dat werd afgestemd op zijn beperkte stembereik. Voorbeelden hiervan zijn Yellow Submarine op de langspeelplaat Revolver en With a Little Help from My Friends op de lp Sgt. Pepper's Lonely Hearts Club Band. Ringo Starr zong ook het lied Boys op de debuutelpee van de groep. In de beginjaren van The Beatles schreef Starr zelden zelf nummers. Dit omdat hij, naar eigen zeggen, niet in staat was nummers af te maken. Voor de latere albums The Beatles (ook wel: The White Album) uit 1968 en Abbey Road uit 1969 schreef hij echter wel een eigen nummer (resp. Don't Pass Me By en Octopus's Garden).

### Ringoïsmes
Lennon en McCartney verwerkten regelmatig Starrs ongewone formuleringen ("Ringoïsmen") in hun liedteksten. Voorbeelden hiervan zijn A Hard Day's Night, Tomorrow Never Knows en Eight Days a Week.

## Na-beats
Op de in 2019 door het tijdschrift Rolling Stone gepubliceerde ranglijst van 100 beste drummers in de geschiedenis van de popmuziek kreeg Ringo Starr de 14e plaats toegekend.
In 2019 bracht Starr een nieuw solo-album uit, What´s My Name?, en ook kondigde hij een nieuwe tournee aan met zijn All Starr Band door Canada en de VS.

## Persoonlijk
Starr trouwde in 1965 met Maureen Cox, met wie hij drie kinderen kreeg (Zak, Jason en Lee). Het paar scheidde in 1975. Op 27 april 1981 is Starr hertrouwd met Barbara Bach, die hij op de set van de film Caveman heeft ontmoet. Starr heeft zeven kleinkinderen en op 16 augustus 2016 werd zijn eerste achterkleinkind geboren.
In een interview met de Los Angeles Times op 26 januari 2010 vertelde Starr dat God een belangrijke rol in zijn leven speelt.
Starrs oudste zoon Zak Starkey is sinds 1996 de drummer van de Engelse rockband The Who en drumde ook een aantal jaren bij Oasis.
Op 29 december 2017 ontving Starr het ridderschap van Koningin Elizabeth. In mei 2022 kreeg hij een eredoctoraat aan het Berklee College of Music.

## Discografie

### Albums

#### Studioalbums
- Sentimental Journey (1970)
- Beaucoups of Blues (1970)
- Ringo (1973)
- Goodnight Vienna (1974)
- Ringo's Rotogravure, ook wel kortweg Rotogravure (1976)
- Ringo the 4th (1977)
- Bad Boy (1978)
- Stop and Smell the Roses (1981)
- Old Wave (1983)
- Time Takes Time (1992)
- Vertical Man (1998)
- I Wanna Be Santa Claus (1999)
- Ringo Rama (2003)
- Choose Love (2005)
- Liverpool 8 (2008)
- Y Not (2010)
- Ringo 2012 (versie met en een versie zonder bonus-dvd)
- Postcards from Paradise (2015)
- Give More Love (2017)
- What's My Name? (2019)

#### Compilatiealbums
- Blast From Your Past (1975)
- Starr Struck: Best of Ringo Starr, Vol. 2 (1989)
- Ringo Starr and His All-Starr Band: The Anthology... So Far (2001)
- Photograph: The Very Best of Ringo Starr (2007)
- Icon (2014)

#### Livealbums
- Ringo Starr and His All-Starr Band (1990)
- Ringo Starr and His All-Starr Band: Live From Montreux (1993)
- VH1 Storytellers: Ringo Starr (1998)
- Ringo & His New All Starr Band (2002)
- Ringo Starr and His All-Starr Band: Extended Versions (2003)
- Tour 2003 (2004)

### Singles
| Single met hitnotering(en) in de Vlaamse Ultratop 50 | Datum van verschijnen | Datum van binnenkomst | Hoogste positie | Aantal weken | Opmerkingen |
| ---------------------------------------------------- | --------------------- | --------------------- | --------------- | ------------ | ----------- |
| It don't come easy                                   | 1971                  | 8 mei 1971            | 9               | 7            |             |
| Back off boogaloo                                    | 1972                  | 6 mei 1972            | 23              | 4            |             |
| Photograph                                           | 1973                  | 17 november 1973      | 8               | 10           |             |
| You're sixteen                                       | 1973                  | 9 maart 1974          | 10              | 9            |             |
| Oh my my                                             | 1973                  | 25 mei 1974           | 30              | 1            |             |
| Only you (and you alone)                             | 1974                  | 8 februari 1975       | 29              | 1            |             |
| Wrack my brain                                       | 1981                  | 2 januari 1982        | 32              | 1            |             |

| Single met eventuele hitnotering(en) in de Nederlandse Top 40 | Datum van verschijnen | Datum van binnenkomst | Hoogste positie | Aantal weken | Opmerkingen |
| ------------------------------------------------------------- | --------------------- | --------------------- | --------------- | ------------ | ----------- |
| It don't come easy                                            | 1971                  | 1 mei 1971            | 9               | 6            | Alarmschijf |
| Back off boogaloo                                             | 1972                  | 8 april 1972          | 10              | 7            | Alarmschijf |
| Photograph                                                    | 1973                  | 3 november 1973       | 4               | 10           | Alarmschijf |
| You're sixteen                                                | 1974                  | 23 februari 1974      | 8               | 6            |             |
| Oh my my                                                      | 1974                  | 8 juni 1974           | 24              | 5            |             |
| Only you (and you alone)                                      | 1974                  | 23 november 1974      | tip             | -            |             |
| Snookeroo                                                     | 1975                  | 22 februari 1975      | tip5            | -            |             |
| You don't know me                                             | 1976                  | 23 oktober 1976       | 18              | 6            |             |
| Hey baby                                                      | 1977                  | 1 januari 1977        | tip             | -            |             |
| Wrack my brain                                                | 1981                  | 5 december 1981       | tip20           | -            |             |

### NPO Radio 2 Top 2000
| Nummers met noteringen in de NPO Radio 2 Top 2000 | '99  | '00  | '01  | '02  | '03  | '04  | '05  |
| ------------------------------------------------- | ---- | ---- | ---- | ---- | ---- | ---- | ---- |
| It Don't Come Easy                                | 1802 | -    | -    | -    | -    | -    | -    |
| Photograph                                        | 1408 | 1456 | 1816 | 1451 | 1614 | 1603 | 1687 |

1. ↑  Een '-' betekent dat het nummer niet was genoteerd en een vetgedrukt getal geeft de hoogste notering van een nummer aan.
2. ↑  Deze tabel is bijgewerkt tot en met de laatste editie (2024).

- Bibsys: 90935474
- Biblioteca Nacional de España: XX876077
- Bibliothèque nationale de France: cb139000244 (data)
- CiNii: DA13527512
- Gemeinsame Normdatei: 119119897
- International Standard Name Identifier: 0000 0003 6863 0925
- Library of Congress Control Number: n81041846
- Nationale Bibliotheek van Letland: 000231692
- MusicBrainz: 300c4c73-33ac-4255-9d57-4e32627f5e13
- Bibliotheek van het Japanse parlement: 00621509
- Nationale Bibliotheek van Tsjechië: ola2002151719
- Nationale bibliotheek van Australië: 35536348
- Nationale Bibliotheek van Israël: 987007597887805171
- Nationale Bibliotheek van Polen: a0000001789032
- Nederlandse Thesaurus van Auteursnamen: 069143129
- RKD-Nederlands Instituut voor Kunstgeschiedenis: 324051
- Istituto Centrale per il Catalogo Unico: RAVV274061
- SNAC: w6z92xk5
- Système universitaire de documentation: 079460704
- Trove: 988308
- Union List of Artist Names: 500372410
- Virtual International Authority File: 117667596
- WorldCat: E39PBJx4rdKxypGwGqYpT6QTHC